# Немецкий кардиологический центр в Берлине

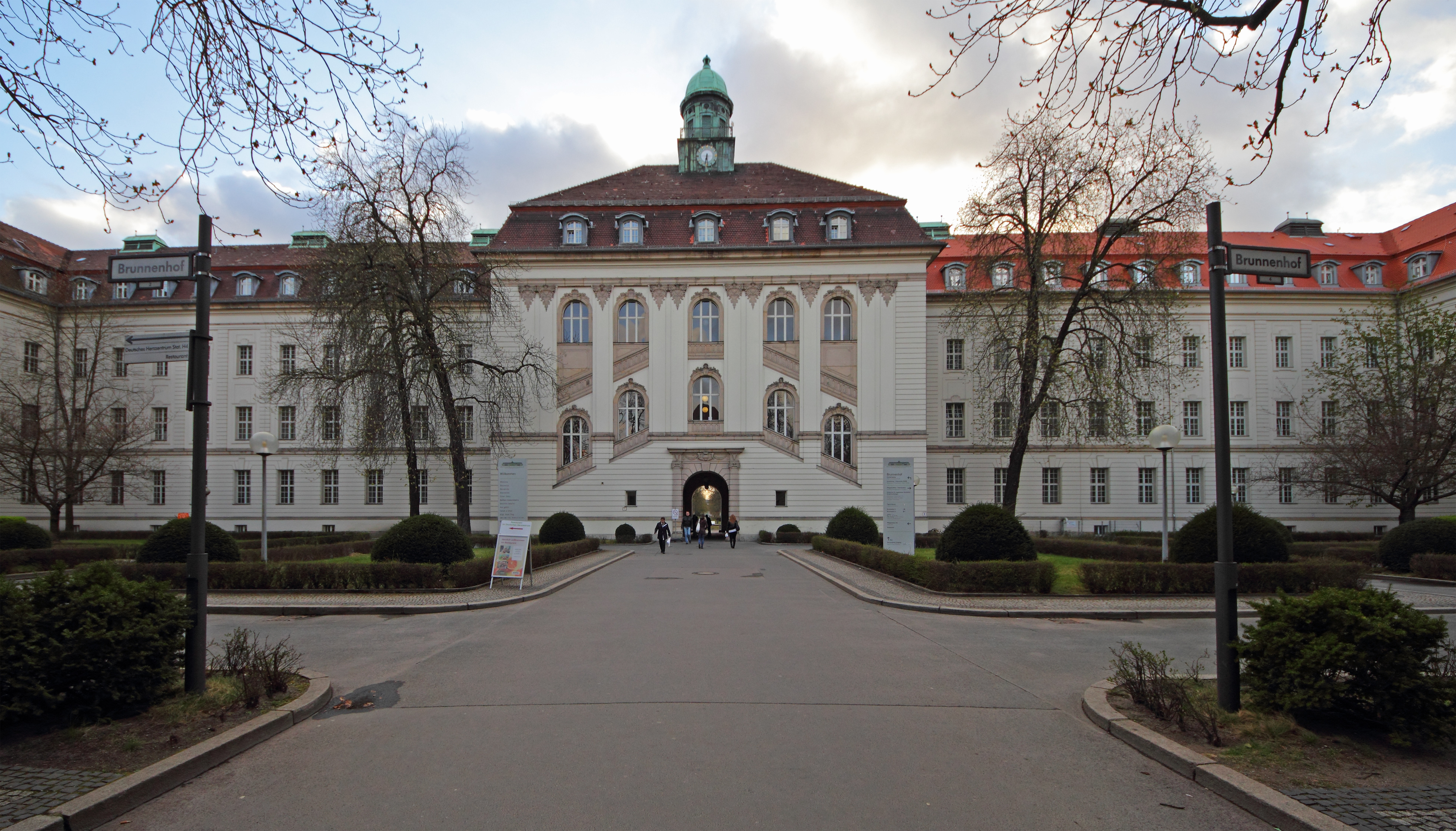
Немецкий кардиологический центр в Берлине.

«Немецкий Кардиологический Центр в Берлине» (нем. Deutsches Herzzentrum Berlin, DHZB) — это медицинский и научно-исследовательский центр в Берлине, организованный в форме некоммерческого общественного фонда. Центр специализируется на лечении сердечно-сосудистых заболеваний, а также на трансплантации сердца и лёгких.

## Общие сведения
Первый камень в здание Центра был заложен в г. Берлине в 1983 г., а первая операция была проведена в апреле 1986 г. В настоящее время в DHZB проводятся до 3000 операций на открытом сердце и свыше 2000 прочих операций на сердце, минимально инвазивных (малоинвазивных) операций на клапанах сердца,крупных сосудах и грудных органах в год, в том числе около 100 трансплантаций сердца и/или легких и порядка 600 операций при врожденных пороках сердца. Ежегодно через Центр проходят 8 000 стационарных и 16 000 амбулаторных пациентов. По состоянию на 1 января 2014 г. в Центре осуществлено 1770 пересадок сердца, из них 181 у детей, а также были проведены 2125 имплантаций искусственного сердца, из них 158 у детей. Немецкий кардиологический центр в Берлине (DHZB) представляет собой правоспособное учреждение Гражданского права (общественный некоммерческий фонд; директор и заведующий клиникой — проф., д-р Фольмарк Фальк (Folkmar Falk) с местонахождением в Берлине. Цель Фонда — содействие развитию общественного здравоохранения, а также научных исследований с намерением осуществлять диагностику и лечение в области сердечной хирургии и кардиологии. В правление Фонда входят ректоры Свободного университета и, сенатор по вопросам здравоохранения г. Берлина, известные представители науки и промышленности Германии. Фонд поддерживает тесные связи с национальными и международными кардиологическими центрами и научными учреждениями. Фонд преследует исключительно общественно-полезные цели и является некоммерческой организацией. Между Немецким кардиологическим центром и больницей Шарите заключен договор о кооперации. В Немецком кардиологическом центром в Берлине осуществляется самое большое количество пересадок сердца в Германии. Эта программа входит в тройку ведущих программ мира после Лондона и Парижа. Немецкий кардиологический центр является крупнейшим учреждением в мире по развитию и практическому применению систем искусственного сердца различных модификаций.
В Центре работают 190 врачей, включая 100 врачей-специалистов, среди них 11 профессоров и 19 приват-доцентов. В медицинском центре работают русскоговорящие врачи и средний медицинский персонал. 
Среди пациентов Центра - Первый Президент России Б. Н. Ельцин, Патриарх Грузии - Илия II. Центр сотрудничает со многими российскими медицинскими учреждениями

## Структура и оснащённость
Центр состоит из следующих подразделений
- Клиника сердечно-сосудистой и грудной хирургии.
- Клиника внутренних болезней — кардиология
- Клиника врождённых пороков сердца / детская кардиология
- Институт анестезиологии
- Амбулаторный Центр

Оснащённость центра
- 172 койки (из них 62 в отделении интенсивной терапии)
- 150 коек в больнице «Паулине»
- Семь операционных залов и операционная для неотложных и экстренных операций в DHZB
- Один из залов оборудован рентгеновской системой для проведения эндоваскулярных и гибридных операций
- Дополнительно два операционных зала в госпитале «Паулине»
- Три лаборатории для зондирования сердца, коронаро- и ангиографий и для лечения посредством катетерного вмешательства. Одна из лабораторий оборудована навигационной системой для проведения катетерной радиочастотной или холодовой абляции.
- Два магнитно-резонансных томографа мощностью 1,5 и 3 Тесла
- Один двухдетекторный (Double Source) 128-срезный прибор компьютерной томографии, дающий трехмерное изображение сердца, предназначенный для кардиологической диагностики, планирования операций и послеоперационного контроля.
- Система для трансмиокардиальной лазерной реваскуляризации

## Клиника кардиохирургии, торакальной хирургии и хирургии сосудов
Директор проф., д-р Фольмарк Фальк.
В клинике ежегодно проводится порядка 3000 операций с применением АИК и около 2000 других операций круглосуточно и в любой день недели в восьми операционных залах и в одной операционной для неотложных и внеплановых операций.
Центр осуществляет координацию неотложной кардиохирурической помощи, проводит экстренные операции, например, при остром инфаркте или расслоении аорты. Отделение интенсивной терапии располагает 62 местами. Детское отделение интенсивной терапии располагает залом на семь мест.

### Основные направления деятельности отделения
Коронарная хирургия (наложение аорто-коронарных шунтов) специально для пациентов с повышенным риском
Операции аортокоронарного шунтирования составляют порядка 60 % всех проводимых в DHZB операций. Проведение АКШ у пациентов с высоким риском, имеющих ограниченную функцию желудочков сердца, стало специализацией клиники. У более чем 4 000 таких безнадежных пациентов была проведена традиционная операция АКШ. Особое внимание уделяется полной аортальной реваскуляции и проведению операции на бьющемся сердце без использования АИК
Лечение заболеваний аорты
В Центре с 1986 г. было прооперировано более 6000 больных. При операциях на обширных аневризмах в DHZB используют метод глубокой гипотермии и остановки кровообращения. В год имплантируется около 100 эндоваскулярных стентов (опора для сосудов в виде трубчатого каркаса).
Хирургия клапанов сердца
Особое внимание уделяется реконструкции клапанов. Для детей и подростков используются человеческие клапаны, хранящиеся в банке гомографтов, существующем в DHZB с 1987 г. Банк тканей используется совместно с Bio Implant Service (BIS), дочерним предприятием Eurotransplant. При замене клапана аорты в определённых случаях в Центре проводятся операции по методу Pocca. Клиника является ведущим центром Европы по применению минимально инвазивных операций на аортальном, митральном и трикуспидальном клапанах. В год проводится более 500 катетерных имплантаций аортальных клапанов, более 100 реконструкций митральных клапанов с помощью митральных клипсов (Mitraclip).
Хирургическое лечение нарушений ритма сердца
В DHZB во время операций при сопутствующей мерцательной аритмии для стабилизации сердечного ритма применяется модифицированный метод MAZE (метод «Лабиринт» — интраоперативная высокочастотная абляция). При мерцательной аритмии проводятся минимально инвазивные вмешательства без остановки сердца с помощью биполярной высокочастотной системы абляций.
Хирургия врожденных пороков сердца 
В DHZB лечат все виды врожденных пороков сердца, в том числе такие, как гипоплазия левого желудочка, единственный желудочек сердца и транспозиция магистральных сосудов. Недоношенные младенцы (самый маленький пациент весил 900 г) оперируются в Центре с применением модифицированного аппарата искусственного кровообращения с объёмом заполнения 110 мл. В DHZB выполнено более 10 000 при врожденных пороках сердца у новорожденных, детей и взрослых разных возрастов, а также около 230 трансплантаций сердца и легких и более 90 имплантаций искусственного сердца. Почти 80 %, обычно сложных, операций проводится с помощью АИК.
Пересадка сердца и легких
Когда все консервативные и хирургические возможности исчерпаны, последней надеждой становится пересадка, которая является пока самым эффективным способом решения проблемы. Вследствие крайнего дефицита донорских органов, трансплантация доступна лишь немногим пациентам и поэтому никогда не станет распространённой формой лечения. Разброс возрастов пациентов в центре составляет от 8 дней и 74 лет. В настоящее время продолжительность жизни после пересадки сердца в Немецком Кардиологическом Центре в Берлине составляет 80 % после одного года, более 60 % после пяти лет и 50 % после десяти лет. Послеоперационный контроль обеспечивается методами эхокардиографии и дистанционно работающей системой контроля (интрамиокардиальная электрокардиограмма, IMEG). Биопсии сердечной мышцы проводится в очень редких случаях.
Программа искусственного сердца
Насосы для искусственной поддержки кровообращения используются для поддержки сердца до того момента, когда найдется подходящий донор, восстановления собственной функции сердца и в качестве постоянной поддержки кровообращения у пациентов, которым нельзя провести пересадку сердца. В год в Центре проводится до 220 имплантаций искусственного сердца различных модификаций, включая полностью имплантируемое искусственное сердце. В настоящее время в Центре наблюдаются более 300 больных с долговременной механической поддержкой кровообращения.

### Инновативные методы
Регенеративная трансплантация стволовых клеток
У пациентов, перенесших обширный инфаркт миокарда во время операции АКШ, производят инъекцию так аутологических стволовых клеток, взятых из костного мозга самого пациента. Инъекция производится в те отделы сердца, которые после инфаркта частично превратились в рубцы. Таким образом достигается наилучшее восстановление сердечной мышцы.
Гибридная хирургия
DHZB имеет два операционных зала с дополнительным ангиографическим оборудованием, предназначенным для комбинированной гибридной операции. Здесь совместно работают кардиохирург (операция) и детский кардиолог или эндоваскулярный хирург (катетерная интервенция).В этих залах проводится минимально инвазивная имплантация стентов в аорту и её ветви, имплантация клапанов сердца с помощью катетерной технологии, а также имплантация водителей ритма, и дефибрилляторов под рентгеновским контролем.

## Клиника внутренних болезней — кардиология
Директор проф., д-р. Эккарт Флек
Диагностика и лечение
В течение года проводятся диагностика и лечение около 3 000 стационарных и более 6 000 амбулаторных пациентов. Ежегодно выполняются примерно 7 000 обследований, к ним относятся 2 000 магнитно-резонансных томографий (МРТ) на кардиологических сканерах (1.5 и 3.0 Тесла).
Ежегодно проводится более 3 000 инвазивных диагностических обследований (катетеризация сердца, электрофизиологические обследования, интраваскулярные ультразвуковые инвазивные обследования (IVUS), миокардиальная биопсия). В более чем в 70 % случаев при ишемической заболезни сердца одновременно с диагностическими мероприятиями проводится эндоваскулярная терапия посредством катетера. Сюда входят расширение и восстановление проходимости сосудов (ангиопластика, реканализация) не только в сердце, но и во всех других сосудах (сонные артерии, почечные артерии, артерии таза и ног). В более чем в 40 % эндоваскулярных интервенций применяются стенты, покрытые лекарственным веществом (Drug-Eluting-Stents).
Дополнительные интервенционные вмешательства: восстановление функции клапанов сердца с помощью баллонов (вальвулопластика), абляция межжелудочковой перегородки при гипертрофической обструктивной кардиомиопатии, удаление инородных тел и применение систем для закрытия мест пункции сосудов. При электрофизиологических обследованиях применяются все возможные методы, включая имплантации одно- и двухкамерных водителей ритма, имплантации кардиовертеров-дефибрилляторов (ICD), имплантации трехкамерных водителей ритма для лечения нарушений ритма и синхронизирующей терапии у пациентов с блокадой левой ножки пучка Гисса и сердечной недостаточностью. В отделении лечатся все формы сердечной аритмии с использованием в электрофизиологических обследованиях графических технологий и терапий (в лаборатории с навигационной ЕР-Cockpit-системой).
Главные направления научной деятельности
— ранняя диагностика атеросклеротических изменений и механизмах возникновения атеросклероза в ранней стадии.
— сердечная недостаточность
— артериальной гипертонии
— возникновение атеросклероза (например, исследование эндотелия)
— молекулярно-биологические методы для получения информации о регуляции генов, ответственных за поражение тканей сердца и сосудов
— идентификация клеточных структур и белков, характерных для атеросклеротических бляшек с помощью специально контрастированных антител
— изучение вопросов нестабильной стенокардии
— изучение возникновения повторных сужений после ангиопластики
— изучение состояний после реканализации, оперативной или интервенциональной реваскуляризации и трансплантации сердца
— применение неинвазивных нагрузочных проб в диагностике

## Клиника врождённых пороков сердца/детская кардиология
Директор проф., д-р Феликс Бергер
Отделение врожденных пороков сердца/детская кардиология (20 коек и отделение интенсивной терапии на семь мест) предназначено для лечения недоношенных, новорожденных и грудных детей, детей и взрослых всех возрастов с врожденными пороками сердца.
Дети с врожденными пороками сердца
Врожденные пороки сердца или больших сосудов могут быть самыми разными, от простых дефектов, не сильно влияющих на систему кровообращения, до очень тяжелых заболеваний сердца, которые без лечения приводят к смерти. Ещё около 30 лет назад диагноз «врожденный порок сердца» считался фатальным. Без лечения только 30 % больных достигали взрослого возраста. Сегодня, благодаря развитию детской кардиологии и кардиохирургии, анастезиологии, интенсивной медицины и специального ухода, 90 % новорожденных с врожденным пороком сердца достигают взрослого возраста и имеют шанс на нормальную продолжительность и качество жизни. Параллельно оперативному методу лечения развивались катетерные методы лечения сердца. Благодаря этим интервенционным технологиям операционные вмешательства по возможности избегаются или, как минимум, отодвигаются на более благоприятную фазу развития ребёнка.
Взрослые с врожденным пороком сердца
У многих из них эта болезнь протекает хронически и, в зависимости от формы порока и способов коррекции и произведенных вмешательств, вызывает в течение жизни другие заболевания, приводящие к ограничению качества жизни, трудоспособности и в отдельных случаях к острым, опасным для жизни состояниям. Прирост взрослых пациентов сегодня уже не позволяет говорить о них как о несущественной группе. До 40 % взрослых пациентов DHZB проходят специализированное лечение в отделении детской кардиологии.
В Центре принята концепция консультирования и, при необходимости, оказания медицинской помощи этой группе пациентов с момента рождения и до взрослого возраста. В концепцию пожизненной поддержки хронических больных пациентов, кроме других групп самопомощи, входит также и созданное при DHZB федеральное объединение самопомощи JEMAH е. V (молодежь и взрослые с врожденными пороками сердца).
Катетерные исследования и вмешательства
В специально оборудованной лаборатории в числе 800 ежегодных катетерных обследований проводятся 500 катетерных интервенций у детей. Сначала с целью проведения диагностики под рентгеновским контролем зондируются сердце и сосуды. Если катетерное вмешательство необходимо и возможно, то одновременно устраняются, к примеру, сужения аорты или клапанов сердца, дефекты перегородки или закрываются аномальные интра- или экстракардиальные шунты.
Инновативные терапии
Новые концепции направлены на усовершенствование лечения сердечной недостаточности в конечной стадии, легочной гипертонии и дальнейшее развитие гибридного способа лечения(катетерные вмешательства, комбинированные с операцией на сердце. Внедряются инновативные технологии реканализации закупоренных сосудов.
Методы диагностики и терапии, применяемые в отделении, например электростимуляторная и ресинхронизационная терапия при комплексных врожденных пороках сердца, применение доплеровых методов исследования тканей (Tussue Doppler) или использование механических систем кровообращения Ехсог (фирмы Berlin Heart) или системы HeartWare HVAD, совершенствуются в сотрудничестве с известными региональными и международными научно-исследовательскими группами. Основным направлением работы отделения является интервенционная кардиология, а также до- и послеоперационное лечение сложных пороков сердца, включая лечение детей после имплантации искусственного сердца или после трансплантации сердца и/или легких. В Шарите (партнёр Центра) проводятся диагностика и терапия нарушений ритма сердца у детей и взрослых.
Благотворительность
В связи кризисом в Боснии в 1998 г. клиника при поддержке правящего тогда берлинского бургомистра Эберхарда Дипгена организовала гуманитарный проект помощи «Мост для детей с больным сердцем».
Проект финансируется за счет пожертвований, которые собираются при поддержке знаменитостей и благотворительных акций.
Научно-исследовательские направления
— дальнейшая разработка интервенционных терапевтических методов
— лечение легочной гипертонии
— долгосрочное исследование врожденных пороков сердца
— ремоделирование сердца и легких при врожденных пороках сердца
— врожденные пороки сердца у взрослых
— нейропротекция и протекция миокарда во время операции
— применение гибридной терапии

## Институт Анестезиологии
Директор проф., д-р. Герман Куппе
Немецкий кардиологический центр в Берлине как сердечно-сосудистая и торакальная клиника имеет в своем распоряжении специализированную кардиоанестезию. Решающим условием для удачного исхода сложной операции является сотрудничество кардиохирургии и анестезии. Известно, что кардиоанестезия развивалась параллельно с кардиохирургией и выделилась в специализированную область общей анестезиологии. Новые действенные лекарственные средства для анестезии и для лечения кардиоваскулярных осложнений, управляемые компьютером приборы искусственного дыхания и все более надежные и частично менее инвазивные мониторинговые методы позволили успешно проводить сложные операции у пациентов всех возрастов.
Предоперационная подготовка
Первоначальное определение роли анестезиолога как врача, который гарантирует надежный сон пациента и одновременно снимает обусловленную операцией боль, сегодня уже считается слишком узким. Анестезиолог в Центре отвечает за самочувствие пациента и за поддержание всех его жизненно важных функций во время операции и затем в отделении интенсивной терапии. Поэтому его работа начинается уже перед операцией с беседы о премедикации и предварительного обследования. Пациенту индивидуально разъясняются запланированный ход наркоза и вопросы, связанные с предстоящей операцией. Обсуждаются потенциальный риск, техника, применяемая для исключения боли, и современные методы наблюдения за поддержанием жизненно важных функций организма.
Анестезиологическое наблюдение
Применение современного наркоза состоит по сути из трех составных частей: введение в сон и его поддержание, снятие болевых ощущений и мышечное расслабление. Поскольку эти процессы обратимы, то по соображениям безопасности их необходимо постоянно измерять и контролировать.
Операции с применением аппарата искусственного кровообращения, а в отдельных случаях гипертермии тела, а также необходимость применения долговременной поддержки дыхания или механических систем кровообращения, требуют глубоких знаний патофизиологических взаимосвязей. Головной мозг, больше всего подверженный опасности в случае нехватки кислорода, нуждается в постоянном наблюдении. В DHZB в процессе операций обычно применяется электроэнцелография, транскраниальная доплерография, а для маленьких детей — инфракрасная спектроскопия, позволяющая непрерывно и неинвазивно контролировать снабжение мозга ребёнка кислородом. Почти при всех вмешательствах используется черезпищеводная эхокардиография для контроля результата операции или оценки функции сердца после операции.
Методы, уменьшающие использование донорской крови
В процессе подготовки к операции производится предварительный забор крови пациента и/или стимуляция кроветворной системы. Во время операции наряду с методом гемодилюции (непосредственно перед операцией кровь пациента замещается плазменным раствором и вливается обратно по завершении хирургического вмешательства) используется технология сбережения клеток (Cell-Saving), при которой собственную кровь, потерянную во время операции, собирают, обрабатывают, фильтруют и снова направляют в кровоток пациента.
Уход за пациентами после операций осуществляется в палате пробуждения (шесть коек), соседствующей с операционными, или в одном из трех отделений интенсивной терапии (49 коек). Многие пациенты наряду с заболеваниями сердца, легких или сосудов страдают нарушением обмена веществ, ожирением, гипертонией, нарушением функции почек или печени. Важными составляющими современной анестезиологии являются предусмотрительность в отношении сопутствующих заболеваний наряду с вниманием к основной болезни, которая и привела к операции, а также квалифицированная забота о пациенте в операционном зале и в отделении интенсивной терапии.
Анестезия недоношенных и новорожденных детей
Особое внимание уделяется операциям у недоношенных, новорожденных или грудных детей. Ежегодно в рамках программы детской кардиохирургии в DHZB проводятся примерно 500 вмешательств при врожденных пороках сердца. Системы искусственной поддержки кровообращения с объёмом заполнения 110 мл позволяет проводить операции без применения донорской крови даже у детей массой менее 3 кг.
Совместная научная работа
Институт анестезиологии DHZB поддерживает тесное научное сотрудничество с отделением физиологии Шарите (Кампус «Бенджамин Франклин») и другими медицинскими институтами Шарите, а также с Bayer-Schering AG.

## Академия Кардиотехники при DHZB
Директор проф., д-р Фольмарк Фальк
Хирургия на открытом сердце стала возможной после создания аппарата искусственного кровообращения (АИК). Впервые эта система была успешно применена в клинике в 1953 г. Джоном Гиббоном в Филадельфии. АИК обеспечивает экстракорпоральное кровообращение, которое перенимает функцию сердца и легких. Аппарат позволяет проводить операции на остановленном и вскрытом сердце. Особенно важной областью применения наряду со многими другими является комплексная хирургия аорты, при которой с помощью АИК сильно понижается температура тела для защиты мозга и внутренних органов.
Задачи кардиотехников
Задача кардиотехников заключается в самостоятельном обслуживании АИК при всех операциях на открытом сердце, например при врожденных или приобретенных заболеваниях сердца, а также сердечных и легочных трансплантациях недоношенных и новорожденных детей, детей и взрослых всех возрастных групп. Кроме того, кардиотехниками контролируются и управляются многие другие технически сложные приборы наблюдения и лечения, например, экстракорпоральная мембранная оксигенация (ECMO) и механические системы кровообращения («искусственное сердце»).
Практическое обучение
В 1988 г. на базе DHZB была основана Академия кардиотехники для теоретической, практической и технической подготовки в течение четырёх семестров. В 1990 г. профессия кардиотехника получила государственное признание. С 1991 г. в Берлине утверждены стандарты обучения и сдачи экзаменов. В том же году Европейский Совет Кардиоваскулярной Перфузии (ЕВСР) признал диплом Академии при DHZB, соответствующим Европейским стандартам обучения кардиотехников.
За теоретической подготовкой следует практическая часть обучения, которая проводится в отделениях DHZB и других клиниках Германии, Австрии или Швейцарии. Курс обучения включает в себя 1200 ч. теоретической подготовки по 25 предметам и 1600 ч. практики. После окончания четвёртого семестра сдаются выпускные экзамены по дисциплинам: перфузиология, измерительная техника, лабораторная техника, а также устные и письменные экзамены по следующим дисциплинам: сердечно-сосудистая и грудная хирургия, кардиология, детская кардиология, анестезиология, физиология и патофизиология. В случае успешной сдачи экзаменов выдается государственные свидетельство об окончании Академии и лицензия кардиотехника.